# Pseudomalus pusillus

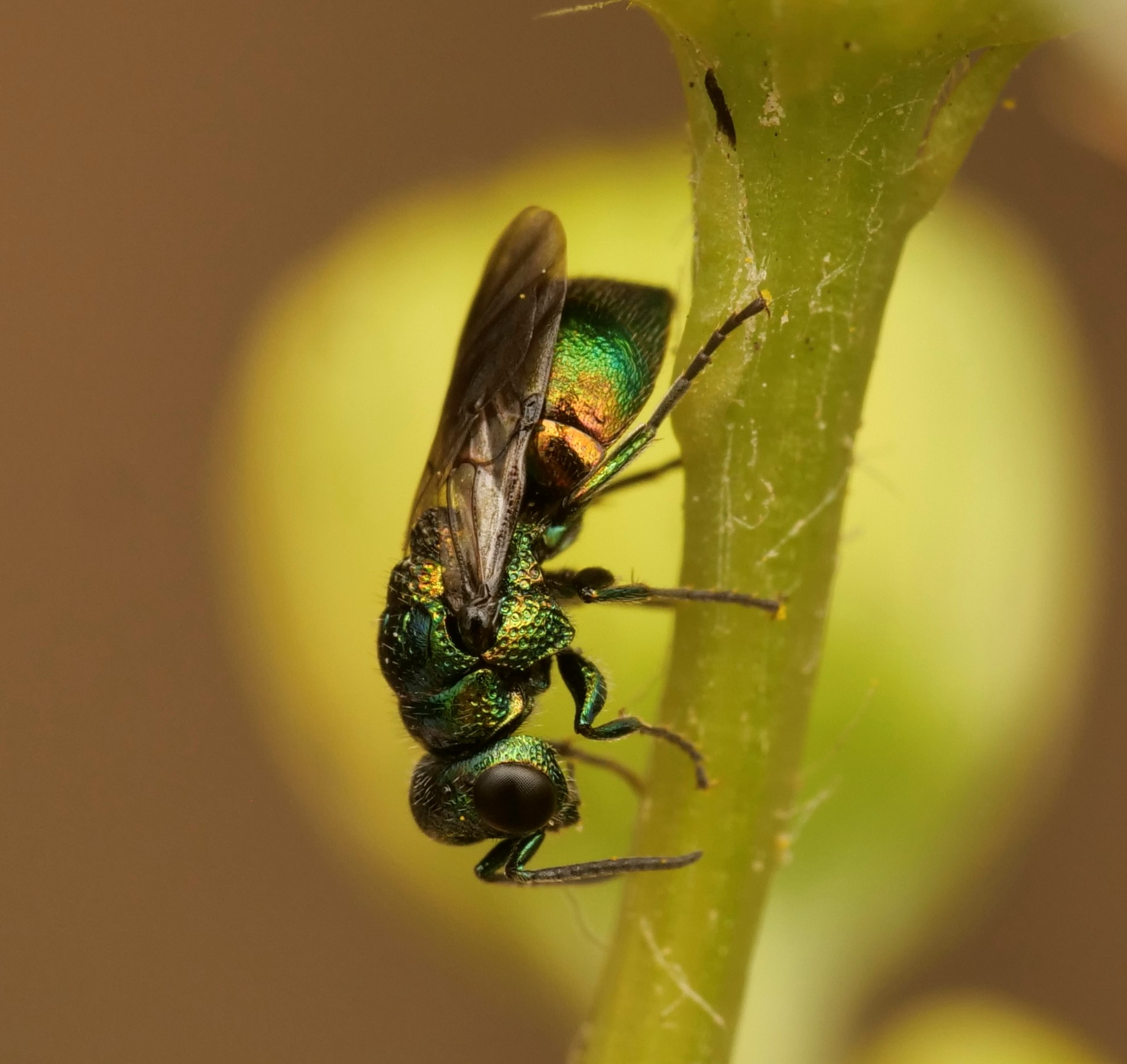

Pseudomalus pusillus ist eine Art aus der Familie der Goldwespen.

## Taxonomie & Etymologie
Die Art wurde 1804 erstbeschrieben als Chrysis pusilla. Später wurde sie zur Gattung Omalus gestellt. Im Zuge einer Revision der Familie wurde Pseudomalus im Jahre 1991 zu einer eigenen Gattung erhoben.
Das Artepitheton pusillus (lat.: zwergenhaft, klein) bezieht sich auf den gedrungenen Wuchs der Art.

## Beschreibung
Mit einer Länge von 3–5 mm zählt sie zu den kleineren Vertretern von Pseudomalus. Für die Gattung typisch ist die Skulpturierung des Mesonotums, wo sich mittig grobe Einbuchtungen ballen. Außerdem ragt das Mesopleuron lateroventral spitz hervor. Das Tier ist gänzlich metallisch grün gefärbt. Die Art zeigt keinen ausgeprägten Sexualdimorphismus. Das Männchen ist lediglich etwas schlanker und oft dunkler gefärbt.

### Differenzialdiagnose
P. pusillus ist im Feld nur schwer von den anderen drei heimischen Vertretern der Gattung zu unterscheiden (P. violaceus (Scopoli), P. triangulifer (Abeille de Perrin), P. auratus (Linnaeus)).
Der einfarbig grüne Metallglanz wird nur durch vereinzelte rotgoldene Reflexe unterbrochen. Da jedoch die Farbe einer individuellen Variabilität unterliegt (und sich vor allem bei Sammlungsexemplaren durch Lagerung oder chemische Behandlungen verändern kann), sind Verwechslungen mit dunklen Exemplaren von P. auratus möglich. Im Normalfall zeichnet sich P.violaceus durch blauviolette, P.triangulifer und P.auratus durch bunte Färbung (mit zumindest seitlich rot gefärbtem freiem Hinterleib) aus. Aus der Seitenansicht ragt das Metascutellum bei P. pusillus in stark konvexer Wölbung hervor, was die Abgrenzung der Art erleichtert.

## Verbreitung
Die Art ist holarktisch verbreitet. Das Areal reicht von Westeuropa bis ins fernöstliche Russland; südlich bis Nordafrika. In den skandinavischen Ländern wird sie nur vereinzelt gefunden, in Großbritannien fehlt sie ganz. In Mitteleuropa ist sie mit Ausnahme der Gebirge flächendeckend verbreitet und nicht selten. In Deutschland gilt sie insgesamt als mäßig häufig und ungefährdet, ist aber in Norddeutschland seltener und fehlt möglicherweise in Schleswig-Holstein ganz.

## Habitat
P. pusillus bewohnt offene Habitate, bevorzugt Sandböden mit spärlicher Vegetation, Lösswände und Waldränder.

## Lebensweise
Wie alle Vertreter der Gattung Pseudomalus parasitiert P. pusillus bei Vertretern der Pemphredoninae. So liegen gesicherte Angaben zu Passaloecus eremita Kohl, P. insignis (Vander Linden) und Pemphredon lethifer (Shuckard) als Wirte vor. Diesen lauert die Goldwespe auf, während sie ihre Nester bauen und verproviantieren, um ihrerseits ein Ei in die Versorgungszelle zu legen. Wird sie dabei vom Wirt angegriffen, kann sie sich kugelartig zusammenrollen, um sich durch die stark sklerotisierten Tergite zu schützen. Auch zur Nachtruhe begibt sich die Goldwespe in diese Position.
Die Imagines sammeln Honigtau in Blattlauskolonien, besuchen darüber hinaus aber auch Blüten (Apiaceae, Euphorbiaceae und Asteraceae). Sie fliegen womöglich in zwei Generationen von Mitte Mai bis Ende August.